# J.T.P.バイフウェル
ジャン・タイズ・ピーテル・バイフウェル、J.T.P.バイフウェル（Jan Tijs Pieter Bijhouwer、J.T.P.Bijhower, 1898年 - 1974年）は、オランダのランドスケープアーキテクト。造園研究者。研究者としては1926年にバーガー砂丘の研究で博士号取得。造園家としては植栽計画を得意とし、ノールトオーストポルダー広域植栽計画（1944年）など、都市や農村の開発計画で多様なスケールの植栽計画を担当してきた。ワーゲニンゲン農業大学では1939年から1946年まで講師、1946年から1966年まで教授。1957年からはデルフト工科大学における風景アート担当教授を務めた。

## 主な作品
- クレラー・ミュラー美術館彫刻庭園（1938年と1961年）
- 再開発の参画（WieringermeerpolderとNoordoostpolder）
- Herdenkingshof（ヘパトン、1947年）
- Vroesenpark（ロッテルダム、1948年）
- Wilhelminapark（ヘズーテルメール 、1950年/ 1951年）
- Reinaldapark（ヘハールレム 、1956年）
- 一般墓地Crooswijkの拡張（ロッテルダム）